# Prinses Marielaan 11 (Baarn)

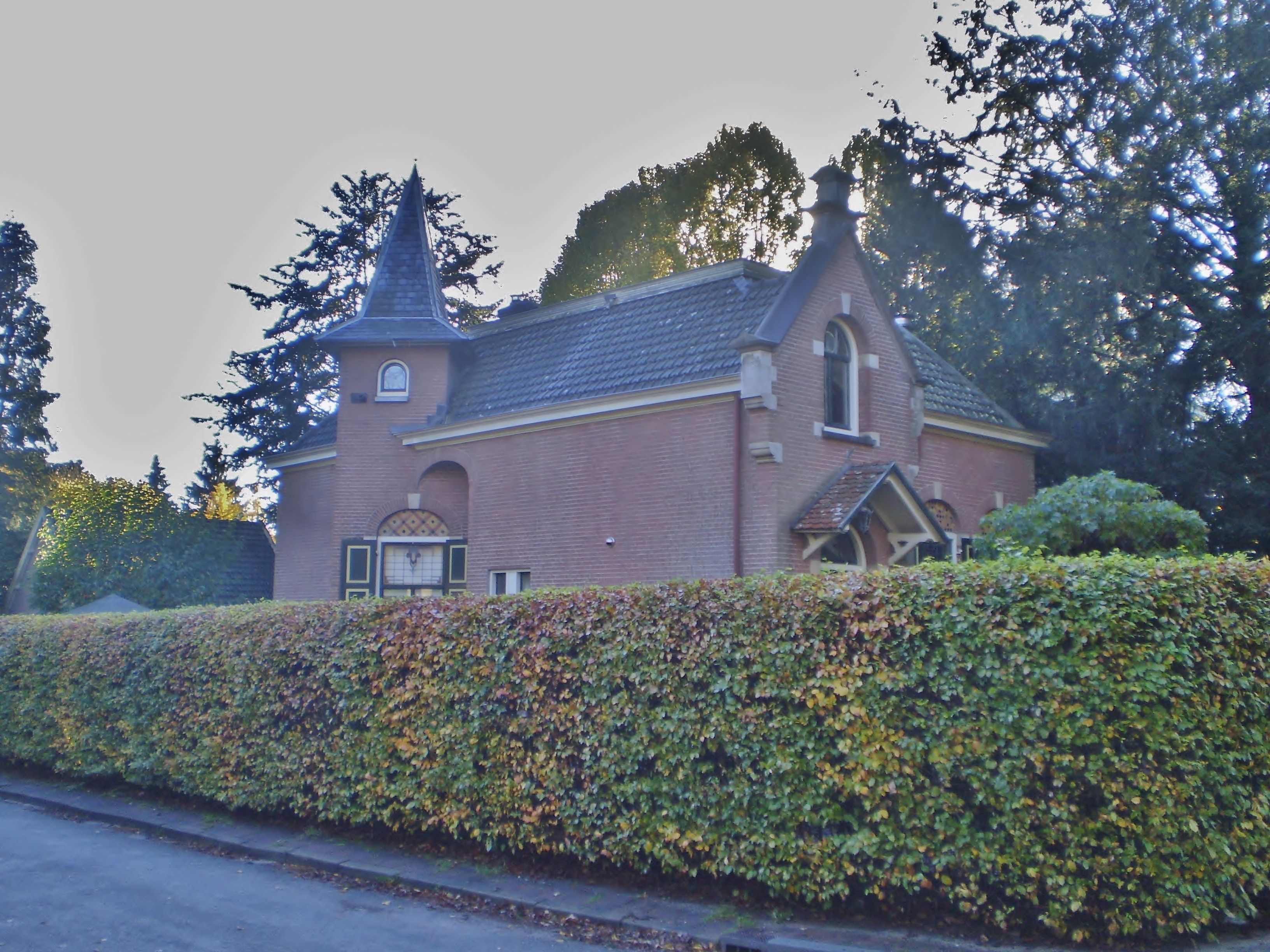
Vanuit de Irenelaan

Het tuinmanshuisje Prinses Marielaan 11 is een gemeentelijk monument in het Rijksbeschermd gezicht Baarn - Prins Hendrikpark e.o. van Baarn in de provincie Utrecht.
Het pand staat op de hoek van de prinses Irenelaan en de Marielaan. De woning is in verhouding tot de grootte en functie zeer rijk gedecoreerd. Het huis hoorde bij Villa Foresta, vroeger Overbosch, aan de Van Heutszlaan. De naam Foresta is afgeleid van 'foreest' (woud). De ingang van het huis is onder een afdak. De linkergevel heeft een met leien gedekt torentje. Deze toren maakt deel uit van de kamer op de eerste verdieping van het huis. Op de boogvelden zijn tegelmozaïekjes aangebracht.